# Zhuang Zedong
Zhuang Zedong (chiń. upr. 庄则栋; chiń. trad. 莊則棟; pinyin Zhuāng Zédòng; ur. 25 sierpnia 1940 w Pekinie, zm. 10 lutego 2013) – chiński tenisista stołowy, ośmiokrotny mistrz świata.
Trzynastokrotnie zdobywał medale mistrzostw świata. Czterokrotnie był drużynowym mistrzem świata, trzykrotnie (w 1961 w Pekinie, dwa lata później w Pradze i w 1965 w Lublanie) triumfował w grze pojedynczej, jeden raz wygrał w grze podwójnej (1965).
W latach 1974–1976 Zhuang Zedong był ministrem sportu, a od 1984 roku pracował jako trener w Pekinie.